# Trypogeus murzini
Trypogeus murzini (лат.) — вид жуков-усачей рода Trypogeus из подсемейства Dorcasominae. Юго-Восточная Азия: Камбоджа.

## Описание
Среднего размера жуки-усачи (длина 11 мм, ширина в плечах до 3,3 мм), желтовато-коричневого цвета. Голова почти полностью чёрная, с небольшими неравномерно развитыми жёлтыми пятнышками за бугорками усиков; глаза и ротовой аппарат частично светлее. Усики на дорсальной стороне почти полностью чёрные, основания 1-го и 3-8-го антенномеров красноватые, последний антенномер бежевый, за исключением его чёрной вершины; вентральная сторона усиков преимущественно бежевая, вершины антенномеров 1, 3–8 и последний чёрные, антенномеры 9 и 10 полностью чёрные, антенномеры 2 почти полностью чёрные. Переднеспинка и щиток полностью чёрные. Надкрылья чёрные, частично чёрно-коричневые в самом основании перед широкой желтой фасцией с зигзагообразными краями, затем до вершины чёрно-бурые. Ноги чёрные, за исключением жёлтых тазиков. Вид был впервые описан в 2014 году российским энтомологом Александром Ивановичем Мирошниковым (Сочинский национальный парк, Сочи, Краснодарский край, Россия) по материалам из Вьетнама.
Видовое название T. murzini дано в честь Сергея В. Мурзина, собравшего типовую серию.